# John Thurloe

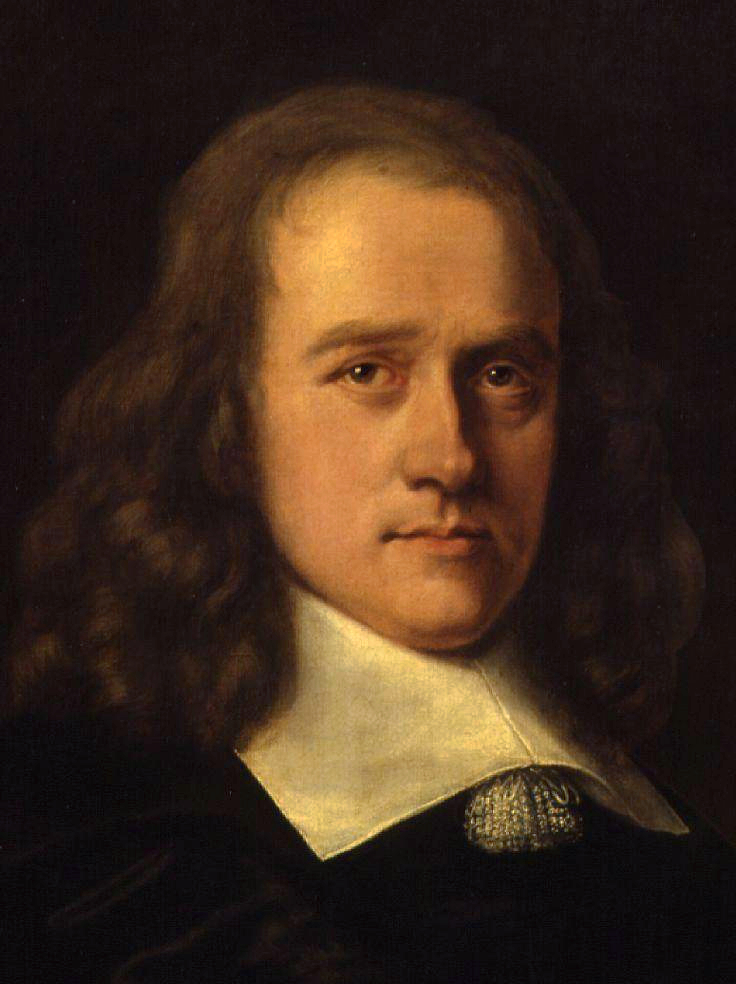
John Thurloe

John Thurloe (* Juni 1616 in Essex, England; † 21. Februar 1668 in Lincoln’s Inn, London, England) war ein Regierungsbeamter des Commonwealths und Oberhaupt des englischen Geheimdienstes unter Oliver Cromwell.

## Leben
John Thurloe, Sohn von Thomas Thurloe, Rektor von Abbot’s Roding, wurde Anfang Juni 1616 in Essex, England geboren und am 12. Juni 1616 getauft. Er studierte Jura in der angesehenen Anwaltskammer Lincoln’s Inn. Seine erste Anstellung nach der Ausbildung zum Rechtsanwalt hatte er unter Oliver St. John. Im Januar 1645 wurde er Sekretär der parlamentarischen Kommissare in Uxbridge. Ferner wurde Thurloe 1647 als Mitglied in Lincoln’s Inn aufgenommen.
Während des englischen Bürgerkriegs (1642–1649) zwischen den Anhängern König Karls I. und dem Parlament ergriff er für keine der beiden Seiten Partei. Erst als Oliver Cromwell an die Macht kam, wurde er 1652 Teil seiner Regierung und wurde Staatsminister (englisch Secretary for State).
Thurloe wurde 1653 Chef des englischen Geheimdiensts. Dafür entwickelte er ein umfassendes Netzwerk von Spionen in England und auf dem Kontinent. Dazu zählten der holländische Diplomat und Historiker Lieuwe van Aitzema, der Mathematiker John Wallis, der eine Abteilung für die Entzifferung von Verschlüsselungen einrichtete, sowie der Diplomat und Mathematiker Samuel Morland, Thurloe’s Assistent. Thurloe’s Dienst zerbrach den Sealed Knot, eine geheime Vereinigung von Royalisten und enthüllte verschiedene andere Komplotte gegen das Protektorat. 1654 wurde er als Vertreter von Ely ins Parlament gewählt. Dort unterstützte er den Vorschlag, Cromwell die Königswürde anzutragen.
1656 übernahm Thurloe die Führung der Post (Post Office), damit seine Spione Postsendungen besser abfangen konnten. Ferner enthüllte er 1657 Edward Sexbys Komplott zur Ermordung Cromwells und fing den Attentäter Miles Sindecombe sowie seine Gruppe. Ironischerweise war auch Thurloe’s eigener Dienst infiltriert: 1659 wurde Morland ein königstreuer Agent und behauptete, dass Thurloe, Richard Cromwell und Sir Richard Willis – ein Sealed Knot Mitglied, der die Seite wechselte – sich verschworen hätten, den zukünftigen König Charles II. zu ermorden.
1657 wurde Thurloe Mitglied von Cromwells zweiter Ratsversammlung, sowie Präsident der Godalminger Charterhouse School. Im folgenden Jahr, 1658, wurde er Kanzler der University of Glasgow. Nach dem Tod Oliver Cromwells am 3. September 1658 unterstützte er seinen Sohn, Richard Cromwell, der Lord Protector wurde und repräsentierte die Cambridge University 1659 im dritten protektorialen Parlament. Im späteren Verlauf des Jahres beschuldigten ihn verschiedene Parteien eigenmächtiger Entscheidungen als Chef des Geheimdiensts, so dass ihm sein Amt entzogen wurde. Daraufhin wurde er am 27. Februar 1660 wieder als Staatsminister eingesetzt. Er wehrte sich gegen die Rückkehr von Charles II., den er im Exil hatte beschatten lassen.
Nach der Restauration wurde Thurloe wegen Hochverrats am 15. Mai 1660 verhaftet, aber nicht bestraft. Er wurde am 29. Juni unter der Auflage entlassen, der neuen Regierung bei Rückfragen  zu helfen. Daraufhin zog er sich aus dem öffentlichen Leben zurück, aber diente hinter den Kulissen als Fachmann für auswärtige Angelegenheiten. Er schrieb aufschlussreiche Dokumente für Edward Hyde, 1. Earl of Clarendon, wurde jedoch nicht Teil der neuen Regierung.
John Thurloe verstarb am 21. Februar 1668 in seiner Kammer in Lincoln’s Inn und wurde in der Kapelle beigesetzt. Seine Korrespondenz wird in der Bodleian Library, Oxford und dem British Museum aufbewahrt. Thomas Birch veröffentlichte 1742 einen Teil davon.

## Editionen
- Thomas Birch (Hrsg.): A Collection of the State Papers of John Thurloe. London 1742; abgerufen am 3. Oktober 2012.